# 公开发行
公开发行（Public offering）是指在公开市场上发行一间公司的股票，或类似股份的公司份额。一般来讲，发行的股票应在股票市场上挂牌交易。 在大多数国家和地区，股票发行需要该公司在发行的股票中附加招股书细则及相关权益，以及该公司的简介和财务状况。围绕公开发行，在不同国家和区域还有不同的规定。
首次公开发行(IPO)是公开发行的一种，并不是所有的公开发行都是首次公开发行(IPO)。首次公开发行的情况是指，一间公司第一次将自己的股份面向公众出售或交易，变成上市公司的行为。然而，作为已经上市的公司，同样可能会执行公开发行行为。比如说已经上市的公司会在原有已经发行股票的基础上继续向市场增发一些股份。例如，一间公司原本已经发行了8百万的普通股在市场上流通，依然可以再次公开发行两百万的普通股。这种行为就是公开发行，而非首次公开发行(IPO)。增發结束后，这间公司就会有总数一千万的普通股在市场上流通。非首次公开发行的这一行为也称作供股。
除股票以外，其他形式的有价证券也可以公开发行。债券，权证，资本债券和其他一系列资本或债务媒介亦可发行并流通于公开市场。
私有公司，即指没有公开发行股份的公司，同样可以公开发行其他形式的有价证券在公开市场流通。
上市公司，除了发行股票以外仍然可以公开发行其他形式的公司份额于公开市场。